# Resolució 941 del Consell de Seguretat de les Nacions Unides
La Resolució 941 del Consell de Seguretat de les Nacions Unides fou adoptada per unanimitat el 23 de setembre de 1994. Després de reafirmar totes les resolucions del Consell de Seguretat sobre la situació a Bòsnia i Hercegovina, el Consell va examinar violacions del dret internacional humanitari a Banja Luka, Bijeljina i altres àrees del país.
El Consell de Seguretat havia rebut informació del Comitè Internacional de la Creu Roja i de l'Alt Comissionat de les Nacions Unides per als Refugiats sobre violacions greus del dret internacional humanitari contra la població no sèrbia a zones de Bòsnia i Hercegovina sota control dels serbis de Bòsnia. Va expressar la seva preocupació per la "campanya persistent i sistemàtica de terrorisme" i neteja ètnica perpetrada a Banja Luka, Bijeljina i altres zones, així com la negativa dels serbis de Bòsnia a permetre al Representant Especial del Secretari General i la Força de Protecció de les Nacions Unides (UNPROFOR) a les zones. Es va reconèixer que el Tribunal Penal Internacional per a l'antiga Iugoslàvia (TPII) tenia jurisdicció en aquest àmbit i estava decidit a posar fi a la neteja ètnica.
En el marc del Capítol VII de la Carta de les Nacions Unides, el Consell va recordar que totes les parts del conflicte estaven obligades pel dret internacional humanitari i, concretament, per les Convencions de Ginebra de 1949. Totes les violacions d'aquests drets, i la neteja ètnica en particular, van ser fortament condemnats. També va reafirmar que totes les declaracions i accions realitzades sota coacció, especialment pel que fa al territori eren nuls i que totes les persones desplaçades havien de poder tornar a casa seva.
La resolució exigia que els serbis de Bòsnia cessessin immediatament la seva campanya de neteja ètnica i que donessin accés a les àrees afectades per les Nacions Unides. Es va instar al secretari general Boutros Boutros-Ghali garantir que la UNPROFOR es desplegaria a les àrees de preocupació el més aviat possible. També se li va demanar que informés sobre l'aplicació de la resolució actual al més aviat possible.